# Comarque Nororiental Málaga
Nororiental Málaga est une comarque d'Espagne, dans la province de Malaga.

## Communes
- Archidona
- Cuevas Bajas
- Cuevas de San Marcos
- Villanueva de Algaidas
- Villanueva del Rosario
- Villanueva del Trabuco
- Villanueva de Tapia